# Hieronim Bonaparte
Hieronim Bonaparte, właśc. wł. Girolamo Bonaparte, fr.: Jérôme-Napoléon Bonaparte (ur. 15 listopada 1784 w Ajaccio, zm. 24 czerwca 1860 na zamku Villegenis koło Paryża) – najmłodszy syn Carlo Maria Buonaparte i Letycji Buonaparte, brat Józefa Bonaparte, Napoleona I, Ludwika Bonaparte i Lucjana Bonaparte. W latach 1807–1813 król nowo utworzonego Królestwa Westfalii (jako Hieronim), marszałek Francji, wolnomularz.

## Pobyt w USA
Hieronim otrzymał edukację we flocie i udał się w 1801 z ekspedycją swego szwagra gen. Leclerca na Haiti, skąd w 1802 wysłano go z depeszami do Francji. Ścigany przez angielską flotę schronił się w USA, gdzie osiadł w Baltimore. Poznał tam i poślubił w 1803 córkę miejscowego kupca – Elisabeth Patterson (1785–1879), z którą miał syna Hieronima Napoleona Bonaparte-Pattersona. Syn tego ostatniego, Charles Joseph Bonaparte (1851–1921), uznawany za twórcę FBI (1908), był na początku XX wieku ministrem sprawiedliwości i prokuratorem generalnym USA.

## Powrót do Francji
Brat Hieronima – Napoleon I - nie uznał małżeństwa i pod jego presją Hieronim w 1805 rozwiódł się i powrócił do Francji.
Napoleon wynagrodził go tytułem Cesarskiej Wysokości i stopniem admiralskim. Hieronim brał udział w wojnie z Prusami w latach 1806–1807, a korpus przez niego dowodzony wkroczył na Śląsk 2 listopada 1806 r. Okupacja Śląska trwała przez dwa lata.
Traktat tylżycki stworzył z księstwa Brunszwiku, elektoratu Hesji-Kassel oraz z obszarów należących do księstwa Hanoweru i do Prus – nowe Królestwo Westfalii ze stolicą w Kassel, którego koronę otrzymał Hieronim (18 sierpnia 1807), rządząc tam jako Hieronymus I.
22 sierpnia 1807 w Fontainebleau po raz drugi ożenił się, tym razem z Katarzyną Wirtemberską (1783–1835) – córką króla Fryderyka I, z którą miał czworo dzieci (wyróżnili się później Napoleon Józef i Matylda). Jednym z jego nieślubnych dzieci była Jenny von Pappenheim.

## Król Westfalii
Pogodny, wesoły i dobroduszny król Hieronim – zwany König Lustig (do dziś w dialekcie westfalskim słowo schromm, pochodzące od Jérōme, oznacza wesołka, żartownisia) – był bardzo popularny w Westfalii; za jego rządów przeprowadzono wiele reform (m.in. zniesiono pańszczyznę), które były wzorem dla innych państw Związku Reńskiego. W czasie zmierzchu ery napoleońskiej brał udział w kampanii rosyjskiej 1812 roku i bitwach pod Quatre-Bras (16 VI 1815) i Waterloo (18 VI 1815). Po ostatecznej klęsce Napoleona Królestwo Westfalii rozwiązano 26 października 1813. Hieronim uzyskał u teścia w 1816 tytuł księcia Monfort i osiedlił się najpierw w Austrii, potem w 1827 roku we Włoszech. Do ojczyzny powrócił po przejęciu władzy przez bratanka, Ludwika Napoleona. Początkowo był gubernatorem Kościoła Inwalidów, w 1850 został mianowany marszałkiem Francji i marszałkiem senatu.
W roku 1840 zawarł trzecie małżeństwo z włosko-hiszpańską arystokratką – Justyną Pecori-Suárez, markizą Bartolini-Bardelli (1811–1903), które pozostało bezdzietne. W 1853 przystąpił z nią do ślubu cywilnego, jednak odesłał ją do Florencji, gdzie po jego śmierci uzyskała pensję od Napoleona III.
Pochowany w Dôme des Invalides.

## Odznaczenia
- Wielki Mistrz Orderu Korony Westfalii[3]
- Wielki Orzeł Orderu Legii Honorowej[3]
- Wielki Dygnitarz Orderu Obojga Sycylii[3]
- Wielka Wstęga Orderu Królewskiego Hiszpanii[4]
- Order Królewski Serafinów (Szwecja)[3]
- Order Królewski Słonia (Dania)[3]
- Order Korony Żelaznej (Włochy)[3]
- Order Złotego Runa (Hiszpania)[3]
- Order Wielkiego Księcia Heskiego (Hesja)[3]
- Order Orła Czarnego (Prusy)[3]
- Order Orła Złotego (Wirtembergia)[3]
- Order Świętego Andrzeja (Rosja)[3]
- Order Świętego Huberta (Bawaria)[3]
- Order Świętego Józefa (Würzburg)[3]
- Order Korony Rucianej (Saksonia)[3]